# Lee Hendrie
Lee Andrew Hendrie (Birmingham, 18 mei 1977) is een Engels voormalig betaald voetballer die voornamelijk als centrale middenvelder speelde. Hij speelde veertien seizoenen en meer dan 300 officiële wedstrijden voor Aston Villa, waarvan 251 duels in de Premier League.
Hij kwam een keer uit voor het Engels voetbalelftal in 1998.

## Clubcarrière
Hendrie groeide op in Birmingham en stroomde in 1994 als 17-jarige door vanuit de jeugd van Aston Villa. Het duurde niet lang eer hij regelmatig aan spelen toekwam. Zes jaar later trad hij met de club uit zijn geboortestad aan in de finale van de FA Cup 1999/00, maar Villa verloor van Chelsea. Hendrie viel twee minuten voor affluiten in voor Alan Wright. Chelsea scoorde het winnende doelpunt via Roberto Di Matteo diep in de tweede helft. Een jaar later won Hendrie met Villa de UEFA Intertoto Cup, evenals Paris Saint-Germain en Troyes. Villa won deze competitie met dank aan spits Juan Pablo Ángel.
Hendrie was bij Villa na verloop van tijd roemrucht omwille van zijn gedrag naast het veld. Hij crashte met zijn Porsche toen hij het vliegtuig moest halen voor een Europese verplaatsing met Villa in juli 2000. Hendrie was jarenlang basisspeler bij Villa. Hij speelde steevast aan de zijde van spelers als Paul Merson, Gareth Barry of Gavin McCann, maar verloor zijn plaats centraal op het middenveld aan Stilijan Petrov in de voorbereiding op het seizoen 2006-2007. Het enfant terrible werd aansluitend door Villa uitgeleend aan Stoke City, waar de middenvelder opnieuw belangrijk was met 28 wedstrijden en 3 doelpunten in het Championship.
Na zijn seizoen op huurbasis bij Stoke City ging het opeens steil bergaf met de carrière van Hendrie. Hij keerde terug naar Villa, dat hem transfervrij naar Sheffield United liet vertrekken. In twee seizoenen speelde hij 17 op 92 wedstrijden voor The Blades in het Championship en scoorde een keer. Na zijn periode bij Aston Villa kwam hij voor meerdere Engelse profclubs uit, waaronder Blackpool en Leicester City - gedurende het laatste stadium van zijn loopbaan betrof het nog uitsluitend amateurclubs zoals Kidderminster Harriers en Tamworth. Hendrie ontbond het contract met zijn werkgever steeds al na enkele maanden of weken.
In 2011 was Hendrie de eerste Brit die in Indonesië uitkwam. Hendrie was er een half jaar actief bij Bandung in de provincie West-Java. Strikt genomen versleet Hendrie na zijn erg succesvolle periode bij Aston Villa vijftien clubs in acht jaar. Hendrie beëindigde zijn spelersloopbaan in 2014 op 37-jarige leeftijd.

## Erelijst
| Competitie         |             |             |
| Competitie         | Aantal      | Jaren       |
| Aston Villa        | Aston Villa | Aston Villa |
| ------------------ | ----------- | ----------- |
| UEFA Intertoto Cup | 1×          | 2001        |

## Interlandcarrière
Hendrie werd één keer opgeroepen voor het Engels voetbalelftal. Hij mocht onder bondscoach Glenn Hoddle na 77 minuten invallen voor Paul Merson tegen Tsjechië op 18 november 1998. Engeland won deze vriendschappelijke interland met 2-0.